# Południowa Afryka na Zimowych Igrzyskach Paraolimpijskich 2006
Reprezentacja Południowej Afryki na Zimowych Igrzyskach Paraolimpijskich 2006 liczyła 1 sportowca.

## Reprezentanci Republiki Południowej Afryki

### Narciarstwo alpejskie
- Bruce Warner

## Medale

### Złote medale
brak

### Srebrne medale
brak

### Brązowe medale
brak